# Гуинет
Гуи́нет (англ. Gwynedd [ˈɡwɪnɪð], валл. Gwynedd [ˈɡʊɨnɛð]) — унитарная административная единица (округ) Уэльса со статусом графства (англ. county).
Унитарная единица образована Актом о местном управлении 1994 года путём объединения территорий  традиционных графств Мерионетшир и Карнарвоншир.
Область расположена в северном Уэльсе и граничит с областями Конуи, Денбишир на востоке, Поуис и Кередигион на юге. От острова Англси Гуинет отделен проливом Менай.
Основными городами области являются: Бала, Бангор, Блайнай-Фестиниог, Карнарвон и Портмадог.

## Достопримечательности
- Замок Харлех
- Деревня Портмейрион